# Tainted Love (Marilyn Manson)
Tainted Love è un singolo del gruppo musicale statunitense Marilyn Manson, pubblicato il 13 novembre 2001 come estratto dalla colonna sonora Not Another Teen Movie - Music From The Motion Picture. Il singolo è stato pubblicato anche nel Regno Unito il 23 marzo 2002, divenendo la maggiore hit del gruppo in quel paese.

## Descrizione
Tainted Love è la cover del brano omonimo scritto da Eb Cobb, inciso per la prima volta nel 1965 da Gloria Jones e portato al successo negli anni ottanta dai Soft Cell.
Il brano è stato utilizzato nella colonna sonora del film Non è un'altra stupida commedia americana.
In seguito è stato incluso nell'album The Golden Age of Grotesque del 2003 come traccia bonus e successivamente nella raccolta Lest We Forget del 2004.

## Video musicale
Il video musicale mostra Brian Warner che irrompe con diversi amici gotici ad una festa della scuola superiore. Al video hanno preso parte alcuni componenti del gruppo, tra cui Twiggy Ramirez, Madonna Wayne Gacy e Tim Sköld; attori che hanno recitato nel film Non è un'altra stupida commedia americana; inoltre è presente anche Joey Jordison, batterista degli Slipknot.
All'inizio del videoclip è presente anche l'attore americano Chris Evans.

## Tracce
1. Tainted Love – 3:20 – cover di Gloria Jones
2. I Melt with You – 3:20 – cover dei Modern English, interpretata dai Mest, nella quale non compare Marilyn Manson
3. Suicide Is Painless – 3:46 – cover dei The Mash
4. Bizarre Love Triangle – 3:44 – cover dei New Order, interpretata dagli Stabbing Westward, nella quale non compare Marilyn Manson

## Formazione
- Marilyn Manson - tracce 1, 3
- Mest - traccia 2
- Stabbing Westward - traccia 4

## Classifiche
| Classifica (2001/02)          | Posizione massima |
| ----------------------------- | ----------------- |
| Austria                       | 2                 |
| Belgio (Fiandre)              | 11                |
| Belgio (Vallonia)             | 7                 |
| Danimarca                     | 3                 |
| Finlandia                     | 11                |
| Francia                       | 25                |
| Germania                      | 3                 |
| Irlanda                       | 11                |
| Italia                        | 2                 |
| Norvegia                      | 7                 |
| Paesi Bassi                   | 44                |
| Regno Unito                   | 5                 |
| Spagna                        | 4                 |
| Stati Uniti (alternative)     | 33                |
| Stati Uniti (mainstream rock) | 30                |
| Svezia                        | 11                |
| Svizzera                      | 2                 |